# Pierangelo Ghezzi
| Asteroidi scoperti: 17                                                 | Asteroidi scoperti: 17 | Asteroidi scoperti: 17 |
| ---------------------------------------------------------------------- | ---------------------- | ---------------------- |
| 8208 Volta                                                             | 28 febbraio 1995       | [1]                    |
| 8209 Toscanelli                                                        | 28 febbraio 1995       | [1]                    |
| 11970 Palitzsch                                                        | 4 ottobre 1994         | [1]                    |
| 12410 Donald Duck                                                      | 26 settembre 1995      | [1]                    |
| (13158) 1995 UE                                                        | 17 ottobre 1995        | [1]                    |
| 14024 Procol Harum                                                     | 9 settembre 1994       | [1]                    |
| (17740) 1998 BC19                                                      | 27 gennaio 1998        | [2]                    |
| 19398 Creedence                                                        | 2 marzo 1998           | [1]                    |
| (24861) 1996 DE1                                                       | 22 febbraio 1996       | [2]                    |
| 32931 Ferioli                                                          | 26 settembre 1995      | [1]                    |
| 33151 Tomasobelloni                                                    | 25 febbraio 1998       | [3]                    |
| 39653 Carnera                                                          | 17 ottobre 1995        | [1]                    |
| 48640 Eziobosso                                                        | 17 ottobre 1995        | [1]                    |
| (48841) 1998 BB19                                                      | 27 gennaio 1998        | [2]                    |
| 55810 Fabiofazio                                                       | 4 ottobre 1994         | [1]                    |
| (100711) 1998 BD19                                                     | 27 gennaio 1998        | [2]                    |
| (155410) 1996 CE2                                                      | 15 febbraio 1996       | [1]                    |
| - [1] con Piero Sicoli - [2] con Augusto Testa - [3] con Marco Cavagna |                        |                        |

Pierangelo Ghezzi (1956) è un astronomo italiano.
Ghezzi ha scoperto alcuni asteroidi e fa parte dello staff dell'Osservatorio astronomico di Sormano